# Matthias Ningel
Matthias Ningel (* 6. September 1987 in Mayen) ist ein deutscher Musiker, Kabarettist, Texter und Musiktheoretiker.

## Werdegang
Matthias Ningel besuchte das Kurfürst-Balduin-Gymnasium in Münstermaifeld. Er studierte Schulmusik, Musiktheorie, Philosophie und Bildungswissenschaften an der Johannes Gutenberg-Universität Mainz und promovierte anschließend an der Hochschule für Musik Mainz über das Liedschaffen von Lord Berners. Im Jahre 2012 erhielt er beim Aufsatzwettbewerb der Gesellschaft für Musiktheorie einen ersten Preis. Als Dozent unterrichtete er die Fächer Musiktheorie und Gehörbildung an der Hochschule für Musik Mainz sowie an der Hochschule für Musik Carl Maria von Weber Dresden.
Seine ersten Bühnenaufführungen machte er von 2005 bis 2011 in der Kabarett-AG seiner Schule. Seit 2013 tritt er solistisch im deutschsprachigen Raum mit Musikkabarett-Programmen auf. Im Fernsehen war er in Kabarett- und Kleinkunst-Formaten wie Vereinsheim Schwabing, Nightwash, Alfons und Gäste und kabarett.com zu Gast. 2017 war er Gast in den Radiosendungen Querköpfe und Klassic-Pop-et cetera im Deutschlandfunk. In der Saison 2015/2016 erlangte er den Meistertitel in der Kabarettbundesliga. 2019 gewann er als Stipendiat der Celler Schule den Hans-Bradtke-Förderpreis für Textdichter. Als musikalischer Leiter und Schauspieler war Ningel von 2020 bis 2024 im Kabarett-Ensemble des Mainzer Unterhaus aktiv.
2023 absolvierte Ningel die Drehbuchwerkstatt München.

## Werke (Auswahl)

### Bühnenprogramme
- 2013: Omegamännchen
- 2016: Jugenddämmerung
- 2018: Kann man davon leben?
- 2021: widerspruchreif
- 2024: Harmonie

## Publikationen
- Lord Berners' Lieder, eine intertextuelle Untersuchung, Wolke Verlag, Hofheim am Taunus 2019, ISBN 978-3-95593-400-2

## Auszeichnungen

### Wissenschaftliche Preise
- 2012: Erster Preis beim 3. Aufsatzwettbewerb der Gesellschaft für Musiktheorie

### Künstlerische Preise
- 2014: Goldener Rottweiler (Publikumspreis)[9]
- 2014: Emmendinger Kleinkunstpreis (Jury- und Publikumspreis)[10]
- 2014: Troubadour (Jury- und Publikumspreis)[11]
- 2014: 2. Platz beim Nightwash Talent Award
- 2014: Melsunger Kabarettpreis (Nachwuchspreis)
- 2014: Kabarett Kaktus[12]
- 2016: Meistertitel in der Kabarettbundesliga[13]
- 2017: Wertheimer Affe
- 2019: Fohlen von Niedersachsen
- 2019: Hans-Bradtke-Förderpreis
- 2022: Hallertauer Kleinkunstpreis[14]
- 2025: Rostocker Koggenzieher (Gold)
- 2025: Stuttgarter Besen (Gerhard-Woyda-Publikumspreis)